# Ministerrat der DDR (1954–1958)
Der Ministerrat konstituierte sich am 19. November 1954 und amtierte bis zum 7. Dezember 1958.
Bei der Vorstellung der neuen Regierung gab Otto Grotewohl bekannt, dass er den Vorsitzenden der Zentralen Kommission für Staatliche Kontrolle, den Minister für Außenhandel und Innerdeutschen Handel und den Vorsitzenden der Staatlichen Stellenplankommission noch berufen wird.

## Mitglieder der Regierung der DDR (am 19. November 1954)
| Funktion | Amtsinhaber | Amtsinhaber | Staatssekretär                                  | Staatssekretär |
| Funktion | Name | Partei      | Name                                            | Partei         |
| --- | --- | ----------- | ----------------------------------------------- | -------------- |
| Ministerpräsident | Otto Grotewohl | SED         | Fritz Geyer                                     | SED            |
| Erster Stellvertreter des Ministerpräsidenten | Walter Ulbricht (ab 24. November 1955) verantwortlich für das Amt für Jugendfragen, Beirat für Bauwesen im MR und das Staatliche Komitee für Körperkultur und Sport | SED         |                                                 |                |
| Stellvertreter des Ministerpräsidenten | |             |                                                 |                |
| Walter Ulbricht (bis 24. November 1955)verantwortlich für das Amt für Jugendfragen und Leibesübungen                                                              | SED |             |                                                 |                |
| Heinrich Rau | SED |             |                                                 |                |
| Otto Nuschke (am 27. Dezember 1957 verstorben)verantwortlich für die Verbindung zu den Kirchen                                                                    | CDU |             |                                                 |                |
| Max Sefrin (ab 10. Februar 1958)verantwortlich für die Verbindung zu den Kirchen                                                                                  | CDU |             |                                                 |                |
| Hans Loch | LDPD |             |                                                 |                |
| Lothar Bolz | NDPD |             |                                                 |                |
| Paul Scholz verantwortlich für Landwirtschaft und Wasserwirtschaft                                                                                                | DBD |             |                                                 |                |
| Willi Stoph | SED |             |                                                 |                |
| Fred Oelßner (vom 18. Januar 1956 bis 13. Februar 1958)Vorsitzender der Kommission für Konsumgüterproduktion und Versorgung der Bevölkerung beim Präsidium des MR | SED |             |                                                 |                |
| Fritz Selbmann (vom 24. November 1955 bis 13. Februar 1958)Vorsitzender der Kommission für Industrie und Verkehr beim Präsidium des MR                            | SED |             |                                                 |                |
| Bruno Leuschner (ab 18. Januar 1956) | SED |             |                                                 |                |
| Minister für Auswärtige Angelegenheiten | Lothar Bolz | NDPD        | Georg Handke                                    | SED            |
| Minister des Innern | Willi Stoph Karl Maron (ab dem 12. August 1955) | SED         | Josef Hegen Ernst Wollweber                     | SED            |
| Minister der Verteidigung (ab 18. Januar 1956) | Willi Stoph | SED         |                                                 |                |
| Minister der Finanzen | Hans Loch (bis 24. November 1955) Willy Rumpf | LDPD SED    | Willi Georgino                                  | SED            |
| Präsident der Deutschen Notenbank | Greta Kuckhoff Martin Schmidt (ab 28. Mai 1958) | SED         |                                                 |                |
| Minister für Volksbildung | Fritz Lange | SED         | Hans-Joachim Laabs                              | SED            |
| Minister für Kultur | Johannes R. Becher (am 11. Oktober 1958 verstorben) | SED         | Fritz Apelt                                     | SED            |
| Minister für gesamtdeutsche Fragen (ab 24. November 1955) | Hans Loch | LDPD        |                                                 |                |
| Minister für Schwerindustrie (bis 24. November 1955) | Fritz Selbmann | SED         | Richard Goschütz                                | SED            |
| Minister für Maschinenbau (bis 15. April 1955) | Heinrich Rau | SED         |                                                 |                |
| Minister für Schwermaschinenbau (ab dem 15. April 1955 bis zum 15. Februar 1958)                                                                                  | Erich Apel | SED         |                                                 |                |
| Minister für Allgemeinen Maschinenbau (ab dem 15. April 1955 bis zum 15. Februar 1958)                                                                            | Helmut Wunderlich | SED         |                                                 |                |
| Minister für Berg- und Hüttenwesen (vom 18. Januar 1956 bis zum 15. Februar 1958)                                                                                 | Rudolf Steinwand | SED         |                                                 |                |
| Minister für chemische Industrie (ab 24. November 1955 bis zum 15. Februar 1958)                                                                                  | Werner Winkler | SED         |                                                 |                |
| Minister für Kohle und Energie (vom 18. Januar 1956 bis zum 15. Februar 1958)                                                                                     | Richard Goschütz | SED         |                                                 |                |
| Minister für Fragen der Kernforschung (ab 10. November 1955) | Willi Stoph | SED         |                                                 |                |
| Vorsitzender der Staatlichen Plankommission | Bruno Leuschner | SED         |                                                 |                |
| Erster Stellvertreter des Vorsitzenden der Staatlichen Plankommission                                                                                             | Margarete Wittkowski | SED         |                                                 |                |
| Stellvertreter des Vorsitzenden der Staatlichen Plankommission | Kurt Gregor (ab 1956) | SED         |                                                 |                |
| Minister für Aufbau (bis zum 15. Februar 1958) Minister für Bauwesen                                                                                              | Heinz Winkler am 25. Juni 1958 verstorben Ernst Scholz (ab dem 24. September 1958)                                                                                  | CDU SED     | Josef Hafrang Gerhard Kosel (ab 21. April 1955) | SED            |
| Minister für Leichtindustrie (bis zum 15. Februar 1958) | Wilhelm Feldmann | NDPD        | Rudolf Teichmann                                | SED            |
| Minister für Lebensmittelindustrie (bis zum 15. Februar 1958) | Kurt Westphal | SED         | Ruth Fabisch                                    | LDPD           |
| Minister für Handel und Versorgung | Curt Wach | SED         | Gerda Wachowius                                 | SED            |
| Minister für Außenhandel | Kurt Gregor (amtierender Minister bis 15. April 1955) Heinrich Rau (ab dem 15. April 1955)                                                                          | SED         | Kurt Gregor                                     | SED            |
| Minister für Gesundheit | Luitpold Steidle | CDU         | Jenny Matern                                    | SED            |
| Minister für Justiz | Hilde Benjamin | SED         | Heinrich Toeplitz                               | CDU            |
| Minister für Post und Fernmeldewesen | Friedrich Burmeister | CDU         | Kurt Gebhardt                                   | SED            |
| Minister für Verkehrswesen | Erwin Kramer | SED         |                                                 |                |
| Minister für Land- und Forstwirtschaft | Paul Scholz (bis 19. März 1955) Hans Reichelt (ab dem 20. Mai 1955)                                                                                                 | DBD         | Kurt Siegmund                                   | SED            |
| Minister für Arbeit und Berufsausbildung (bis zum 15. Februar 1958)                                                                                               | Friedrich Macher | SED         | Friedel Malter                                  | SED            |
| Minister für Staatssicherheit (ab dem 24. November 1955) | Ernst Wollweber (bis 31. Oktober 1957) Erich Mielke (ab dem 11. Dezember 1957)                                                                                      | SED         |                                                 |                |
| Staatssekretär für Örtliche Wirtschaft (bis zum 15. Februar 1958)                                                                                                 | Karl Kasten | SED         |                                                 |                |
| Staatssekretär für Hochschulwesen | Wilhelm Girnus (ab dem 26. April 1957) | SED         |                                                 |                |
| Staatssekretär für Erfassung und Aufkauf | Hermann Streit Helmut Koch (ab dem 24. September 1958) | SED         |                                                 |                |
| Staatssekretär für die Koordinierung der gesamten Finanzwirtschaft (bis 1955)                                                                                     | Willy Rumpf | SED         |                                                 |                |
| Vorsitzender des Staatlichen Komitees für Körperkultur und Sport                                                                                                  | Manfred Ewald | SED         |                                                 |                |
| Vorsitzender des Komitees für Arbeit und Löhne (ab dem 1. Juli 1958)                                                                                              | Walter Heinicke (ab dem 28. Mai 1958) | SED         |                                                 |                |
| Staatssekretär beim Ausschuß für deutsche Einheit | Albert Norden | SED         |                                                 |                |